# Dream
Dream (egen stavning DREAM i enbart versaler) var en japansk MMA-organisation som drevs av före detta Pridechefer och K-1-organisationen Fighting and Entertainment Group (FEG). DREAM ersatte FEG:s tidigare MMA-organisation Hero's. DREAM fick med sig många av de stilistiska extravaganser och personligheter som utmärkt Prides TV-sändningar, bland dem den oefterhärmeliga announcern och röst-personligheten Lenne Hardt.
De satte upp över 20 galor med några av samtidens största MMA-talanger, bland dem: Ronaldo "Jacaré" Souza, Eddie Alvarez, Kazushi "The Gracie Killer" Sakuraba, Gegard Mousasi och Alistair Overeem

## Regelverk

### Viktklasser
DREAM hade sju viktklasser
| Viktklass     | Kilogram (kg) | Pund (lb)  |
| Tungvikt      | Obegränsat    | Obegränsat |
| Lätt tungvikt | 95            | 209        |
| Mellanvikt    | 85            | 187        |
| Weltervikt    | 75            | 165        |
| Lättvikt      | 70            | 154        |
| Fjädervikt    | 65            | 143        |
| Bantamvikt    | 60            | 132        |

### Ronder
DREAM:s matcher gick tre 5-minuters ronder.

### Poäng
Matcherna dömdes i sin helhet, inte rond-för-rond som de flesta nordamerikanska organisationer gör. I alla matcher utsågs en vinnare. Oavgjort var inte tillåtet.

### Utrustning
DREAM hade ingen formella klädselkrav, bara vissa minimikrav. Du var tvungen att ha öppna handskar med fria fingrar, ett tandskydd och en suspensoar. Förutom detta hade atleterna ganska stor frihet i vad de valde att göra och ta på sig. De kunde tejpa delar av kroppen, bära gi, gi-byxor, brottningsskor, knäskydd, armbågsskydd, vristskydd allt efter eget tycke. Alla skydd behövde kontrolleras av domaren innan matchen började.

### Otillåtna tekniker
- Stampningar och fotbollssparkar mot huvudet på en motståndare på marken var otillåtet om inte båda atleterna befann sig på marken. Sparkarna var tillåtna mot resten av kroppen.
- Armbågar mot huvudet var otillåtet.
- Om viktskillnaden mellan atleterna översteg 15 kg (33 lbs) var knän mot huvudet på en motståndare på marken otillåtna.
- Du bedömdes vara på marken om du hade tre kontaktpunkter. Exempelvis knä, hand, hand, eller knä, knä, hand.
- Slag mot baksidan av huvudet var otillåtna.

### Turneringsregler
Vid skada eller "no contest" gick den atlet som kunde fortsätta vidare. Om ingen av atleterna var förmögna att fortsätta valde organisationen själva ut en ersättare som fick fortsätta.

## Sista mästarna
| Viktklass     | Mästare                 | Titeln vunnen     | Titelförsvar |
| ------------- | ----------------------- | ----------------- | ------------ |
| Tungvikt      | Alistair Overeem (NLD)  | 31 december 2010  | 0            |
| Lätt tungvikt | Gegard Mousasi (NLD)    | 25 september 2010 | 1            |
| Mellanvikt    | Gegard Mousasi (NLD)    | 23 september 2008 | 0            |
| Weltervikt    | Marius Zaromskis (LTU)  | 20 juli 2009      | 1            |
| Lättvikt      | Shinya Aoki (JPN)       | 6 oktober 2009    | 2            |
| Fjädervikt    | Hiroyuki Takaya (JPN)   | 31 december 2010  | 2            |
| Bantamvikt    | Bibiano Fernandes (BRA) | 31 december 2011  | 0            |